# Modèle à générations imbriquées
Un modèle à générations imbriquées (en anglais, overlapping generational model) est un modèle économique dans lequel on considère deux types d'agents, les jeunes et les vieux. On considère que les agents vivent deux périodes. Pendant la première période, ils sont jeunes et vivent des revenus de leur travail. Pendant la seconde période, ils sont vieux et vivent du revenu de leur épargne. On se demande ensuite s'il existe un équilibre stationnaire et si l'équilibre obtenu est efficace,. 

## Histoire
On attribue généralement le modèle à générations imbriquées à Maurice Allais avec la publication en 1947 de son ouvrage Économie et Intérêt et à Paul Samuelson avec la publication de son article « An exact consumption-loan model of interest with or without the social contrivance of money » en 1958. 
Peter Diamond est le premier à avoir montré que dans ce type de modèle, l'équilibre pouvait être inefficace. Le modèle à générations imbriquées constitue en effet une situation où dans un cas de concurrence parfaite et sans externalité économique le premier théorème de l'économie du bien-être selon lequel l'équilibre de marché est aussi un optimum de Pareto n'est pas systématiquement vérifié.
Victor Ginsburgh voit dans Le Mouton noir, publié par l'écrivain Italo Calvino en 1944, une version littéraire de ce modèle,.

## Description du modèle
Le modèle admet deux types de consommateurs, il y a d'une part les jeunes et d'autre part les vieux.
En t naissent {\displaystyle N_{t}} jeunes. Ceux-ci offrent leur force de travail en échange d'une rémunération {\displaystyle w_{t}} .
Au même moment cohabitent avec les jeunes des vieux en quantité{\displaystyle N_{t-1}} qui détiennent le capital d'aujourd'hui {\displaystyle K_{t}} et le louent à la firme de façon à s'assurer un revenu de {\displaystyle (r_{t}+\delta )K_{t}}, où {\displaystyle (r_{t}+\delta )} est le taux d'intérêt à la date t augmenté du taux de dépréciation du capital.
L'apport de travail des jeunes et de capital des vieux permet à la firme de produire un bien homogène en quantité {\displaystyle Y_{t}}.
Ce bien est d'une part vendu aux jeunes qui en consomment {\displaystyle N_{t}(c_{t})} et aux vieux qui en consomment {\displaystyle N_{t-1}(d_{t})}. L'équation d'équilibre sur le marché des biens s'écrit alors  {\displaystyle Y_{t}=N_{t-1}(d_{t})+N_{t}(c_{t})+I_{t}} où {\displaystyle I_{t}} désigne l'investissement.
L'idée est que la firme vend aux jeunes non seulement la quantité de biens qu'ils consomment mais également l'investissement qui leur permettra d'être les capitalistes de demain. En fait, l'une des clés qui permet la compréhension du modèle est de se souvenir qu'une période est longue (environ trente ans). Chaque jeune reçoit son salaire, qu'il utilise pour consommer et épargner. Le modèle fonctionne comme si, chaque mois, il achetait deux quantités de biens distincts à la firme. Une partie est immédiatement consommée et une partie est mise de côté et accumulée durant la première partie de sa vie. L'une des utilisations de l'épargne est donc l'achat d'un bien qu'il investit. L'autre utilisation de l'épargne vient du fait que les vieux, avant leur mort, vont chercher à se débarrasser du capital non déprécié qui leur permettait de recevoir une rémunération mais qui leur sera d'aucune utilité dans leur tombe. Ils vont donc vendre le capital non déprécié aux jeunes. Finalement l'épargne leur sert à acheter de l'investissement à la firme et le capital non déprécié aux vieux juste avant leur mort. On obtient donc:{\displaystyle (s_{t})N_{t}=K_{t+1}} ainsi que {\displaystyle K_{t+1}=I_{t}+(1-\delta )K_{t}} où {\displaystyle s_{t}} désigne l'épargne par tête.
Immédiatement après la mort des vieux, les jeunes deviennent vieux à leur tour et disposent de la totalité du capital de l'économie . C'est alors qu'ils reçoivent la rémunération de leur épargne qu'ils utilisent entièrement pour consommer ou en d'autres termes, la contrainte budgétaire de la deuxième période est saturée.
{\displaystyle (1+r_{t+1})(s_{t})N_{t}=(d_{t+1})N_{t}}
Cette rémunération (partie gauche de l'égalité) est venue en deux étapes.
Les nouveaux vieux sont désormais propriétaires du capital de la période t+1. Ils vont alors le louer aux firmes pour lui permettre de produire le bien de la période t+1. Cette location leur assure un revenu de {\displaystyle (r_{t+1}+\delta )K_{t+1}}.
Avant de mourir, ils revendent la partie non dépréciée du capital aux jeunes de t+1 qui seront les vieux de t+2, ce qui leur assure la rémunération de
{\displaystyle (1-\delta )K_{t+1}}.
Toute leur rémunération est consacrée à la consommation, il ne lèguent rien à leurs descendants (pas d'altruisme entre les générations comme dans le Modèle de Ramsey).

Remarque:
Le coût de location du capital est {\displaystyle (r+\delta )} parce qu'il s'agit du prix d'équilibre qui rend la firme indifférente entre l'achat et la location du capital.
En effet soit z le coût de location du capital. On a la condition d'équilibre suivante {\displaystyle (z/1+r)K=K-((1-\delta )/(1+r))K}
ce qui implique {\displaystyle z=r+\delta }.